# 香豆雌素
香豆雌素是一种有机化合物，化学式C15H8O3，属于香豆素类化合物，为香豆雌酚等植物雌激素的结构母核。